# NGC 638
NGC 638 je galaksija u zviježđu Ribe.

## Vanjske poveznice
- SEDS: NGC 0638